# Turbonegro
Turbonegro – norweska grupa muzyczna wykonująca punk rock, powstała w 1989 roku w Oslo. W 1998 roku formacja została rozwiązana. Cztery lata później muzycy wznowili działalność. W twórczości formacji występują wpływy glam i hard rocka. Sam zespół określa swą twórczość jako death punk.

## Muzycy
| Obecny skład zespołu - Tony Sylvester - wokal (od 2011) - Happy-Tom - gitara basowa (od 1989) - Knut "Euroboy" Schreiner - gitara (od 1996) - Pål Pot Pamparius - gitara, instrumenty klawiszowe (od 1989) - Tomas Dahl - perkusja (od 2007) |  | Byli członkowie - Hank Von Helvete - śpiew (1993-2010) - Harald "Harry" Fossberg - śpiew (1990-1993) - Pål Erik Carlin - śpiew (1989-1990) - Vegard Heskestad - gitara (1989-1990) - Bengt "Bingo" Calmeyer - gitara basowa (1989-1995) - Ole Martinsen - gitara basowa (1990-1991) - Carlos Carrasco - perkusja (1989-1990) - Rune "Rune Rebellion" Green - gitara (1988-2007) - Christer "Chris Summers" Engen - perkusja (1997-2008) |

## Dyskografia
| Hot Cars and Spent Contraceptives | - Data: 1992 - Wydawca: Big Ball Records                           | —  | —  | —  | —  |                    |
| Helta Skelta                      | - Data: 1993 - Wydawca: Repulsion Records                          | —  | —  | —  | —  |                    |
| Never is Forever                  | - Data: 1994 - Wydawca: Dog Job Records                            | —  | —  | —  | —  |                    |
| Ass Cobra                         | - Data: 1996 - Wydawca: Boomba Rec                                 | —  | —  | —  | —  |                    |
| Apocalypse Dudes                  | - Data: 1998 - Wydawca: Virgin Records                             | 20 | —  | —  | —  | - NOR: złota płyta |
| Scandinavian Leather              | - Data: 6 maja 2003 - Wydawca: Burning Heart Records               | 1  | 35 | 30 | 16 | - NOR: złota płyta |
| Party Animals                     | - Data: 26 lipca 2005 - Wydawca: Burning Heart Records             | 2  | 30 | 24 | 3  |                    |
| Retox                             | - Data: 9 lipca 2007 - Wydawca: Scandinavian Leather Recordings    | 2  | 45 | 20 | 3  |                    |
| Sexual Harassment                 | - Data: 7 sierpnia 2012 - Wydawca: Scandinavian Leather Recordings | 1  | 46 | 28 | 27 |                    |
| RockNRoll Machine                 | - Data: 2 lutego 2018 - Wydawca: Scandinavian Leather Recordings   | 25 |    |    |    |                    |
| "—" album nie był notowany.       |                                                                    |    |    |    |    |                    |

## Nagrody i wyróżnienia
| Rok  | Kategoria | Tytułem              | Nagroda          | Nota | Źródło |
| ---- | --------- | -------------------- | ---------------- | ---- | ------ |
| 2003 | Rock      | Scandinavian Leather | Spellemannprisen | Laur | [ 16 ] |